# Кенред (король Мерсії)
Кенред (* Cenred, Cœnred, д/н — після 709) — король Мерсії у 704—709 роках.

## Життєпис
Походив з династії Ікелінгів. Син Вульфхера, короля Мерсії, та Еорменхільди Кентської. Про дату народження нічого невідомо. У 675 році після смерті батька не зміг успадкувати трон через молодий вік. Мати Кенреда тоді ж стала черницею. Тому новим королем став його стрийко Етельред I.
У 702 році отримав в керування північну Мерсію, яка тоді стала зватися Саутумбрією. У 704 році після зречення від влади короля Етельреда I успадкував трон усієї Мерсії. Водночас Кенред дослухався до порад колишнього короля, що став ченцем.
Продовжив боротьбу зі встановлення влади над Ессексом та Кентом. Королю Кенреду вдалося встановити зверхність над Ессексом, король якого Оффа визнав себе васалом. Мерсія також зміцнила владу над областю навколо Лондона. Проте Кент повністю підкорити не вдалося. Разом з тим Кенреду у 707 році довелося протистояти бриттським королівствам Поулс та Гвінед.
У 709 році за невідомих причин Кенред зрікся трону, перебрався до Риму, де став ченцем. Його хрещено особисто папою римським Костянтином. За однією з гіпотез короля змусили зректися влади прихильники його стриєчного брата Кеолреда. Останній став новим володарем. Подальша доля Кенреда невідома.